# Laguna La Laguna
La laguna Culpina o también llamada La Laguna es una laguna endorreica de agua salada ubicada al sur del departamento de Chuquisaca en Bolivia, siendo esta la más grande del departamento y una de las cuencas endorreicas más importantes del país.

## Geografía
La laguna se encuentra en un valle a una altitud de aproximadamente 2.985 m s. n. m. tiene una superficie de 7,80 km² aunque esta puede variar dependiendo de las estaciones lluviosas. En épocas lluviosas esta laguna sube de nivel, y en épocas invernales baja de igual manera.